# Гревена
Гревена́ (греч. Γρεβενά) — город в Греции. Находится на высоте 531 метр над уровнем моря, на правом берегу реки Альякмона, в 307 километрах к северо-западу от Афин, в 142 километрах к юго-западу от Салоник и в 39 километрах к юго-западу от Козани. Административный центр одноимённой общины (дима) и одноимённой периферийной единицы в периферии Западной Македонии. Население 13 137 жителей по переписи 2011 года.
В 2007 году городу было присвоено звание — «город грибов» («πόλη των Μανιταριών»).
По восточной окраине города проходит национальная дорога 15. Восточнее и южнее города проходит автострада 2 «Эгнатия», часть европейского маршрута E90.

## Сообщество Гревена
В общинное сообщество Гревена входят три населённых пункта. Население 13 374 жителя по переписи 2011 года. Площадь 56,838 квадратного километра.
| Населённый пункт | Население (2011), человек |
| ---------------- | ------------------------- |
| Гревена          | 13 137                    |
| Доксарас         | 208                       |
| Каламицион       | 29                        |

## Население
| Год  | Население, человек |
| ---- | ------------------ |
| 1991 | 10 519             |
| 2001 | 11 788             |
| 2011 | ↗ 13 137           |